# József Molnár
József Molnár (ur. 1821, Zsámbék, zm. 1899, Budapeszt) – węgierski malarz. Studiował w Wenecji, Rzymie i Monachium. Po zakończeniu studiów osiedlił się w Stuttgarcie, gdzie zarabiał na życie malując portrety. Wrócił na Węgry w 1853 roku, zaczął wtedy malować pejzaże i obrazy o tematyce historycznej.